# Carcelia formosa
Carcelia formosa är en tvåvingeart som först beskrevs av Aldrich och Herbert John Webber 1924.  Carcelia formosa ingår i släktet Carcelia och familjen parasitflugor. Inga underarter finns listade i Catalogue of Life.